# 百花仙子
百花仙子是中国古代神话传说中掌管花草的花神。主要出现在小说《镜花缘》以及戏曲《天女散花》、《牡丹亭》中。

## 降生
在中国古代民间传说中，百花仙子降生于河源。一说，百花仙子降生在仙塘镇（今河源市东源县）一位唐秀才家，故此地得名为“仙塘”；又一说，在仙塘镇对面的河中，有“细女岩”和“通天岩”，是仙子降生、升天的地方；还有一说，仙子降生在河源城南的“逍遥岩”，被称为“仙岩”。而在清代小说《镜花缘》则这样描写：
百花仙子投胎降生在岭南循州海丰郡河源县的唐秀才家。这位唐秀才，名敖、表字以亭，原配久已去世，继妻林氏。某晚林氏梦登五彩峭壁，醒来即生了一女，临产，异香满室，似花香胜花香，三日之中，时刻变换，竟有百种香气，邻居无不称奇……

## 主要传说

### 镜花缘
百花仙子是天界中的花神，掌管天地人间上百种花草，被誉为“百花之主”。在一次王母娘娘的寿诞日中，百花仙子为了增添天界的繁华与兴盛而特地招来仙鸟与仙兽为王母的寿诞日贺喜，宫里宫外显得分外热闹非凡。嫦娥见状，为了讨好王母，而向王母提议让百花仙子使百花齐放来增添喜庆，由于花开在不同的地点与时节，然而违反了开放的规定必将受到应有的惩罚，于是百花仙子则拒绝了嫦娥与王母的要求，嫦娥见自己的建议被拒绝，感到自己在众仙面前抬不起头来，从此便怀恨在心，一直在寻找机会来报复她。到了凡间隋末唐初之时，天下大乱方才安定，唐朝李氏一族便又开始了弑父诛兄的惨剧事件，瞬间天色大变，五界开始震怒，玉帝为了惩罚他们，特意派遣了天魔—心月狐到下界去断送唐氏江山，心月狐来到人间后附身在了武则天身上，成为了一代祸乱天下的女皇。
心月狐在天上居住在广寒宫内，与嫦娥十分亲近，在心月狐下凡之前受嫦娥所托，让它在凡间的寒冬腊月之时作法让百花在大地盛开，于是身在凡间的心月狐在醉酒时偶然想起了此事，便企图施法在寒冬腊月之时让百花齐放，腊梅仙子见是当朝帝王的旨令，便向司管百花的百花仙子汇报情况。此刻间，百花仙子正与麻姑在洞府内闭关修炼，大地的各花仙子因而找不到百花仙子，而只好奉当今圣上的旨意放任百花自由得开放，从中牡丹仙子知道此事的蹊跷而拒绝开花，后被邪恶的心月狐下令将其充军到洛阳。
之后玉帝发现百花在不适宜的时节盛开而追究到百花仙子，而将百花仙子及百花之首的牡丹仙子一同开除仙籍，贬下了凡间。之后百花仙子投胎转世成为了秀才唐敖之女—唐小山……。

### 天女散花
在人间瘟疫横行之时,玉帝则派遣百花仙子到空中去撒下百花花瓣，让花瓣的清香来解除黎民百姓的痛苦。于是百花仙子便鼓动七仙女和众花仙子手提花篮，在空中伴唱伴跳撒下篮子里的鲜花，让腐朽的大地与被疾病缠身的百姓得以恢复生机。

## 相关作品
- 镜花缘
- 天女散花